# Penstemon heterodoxus
Espèce
Classification phylogénétique
Penstemon heterodoxus est une plante classée, selon la classification classique, dans la famille des Scrophulariaceae, ou dans la famille des Plantaginaceae selon la classification phylogénétique.
Elle est endémique aux États-Unis où on la trouve de la Californie et l'ouest du Nevada où elle pousse dans plusieurs des chaînes de montagnes des monts Klamath à la Sierra Nevada et aux versants et plateaux plus à l'est. Elle pousse dans les climats alpin et subalpin dans les forêts de montagne, les prairies et les talus.
C'est une herbe vivace à tiges dressées de 65 cm de hauteur maximale ou formant un tapis rampant. Les feuilles sont lancéolées à oblongues, les paires supérieures parfois embrassant la tige. L'inflorescence est composée de 1 à 6 groupes de fleurs tubulaires violet foncé chacune mesurant un peu plus d'un centimètre de long. La surface extérieure de la fleur est généralement recouverte de poils glandulaires et, à l'intérieur, il y a des poils sur le plancher de la fleur et les staminodes.

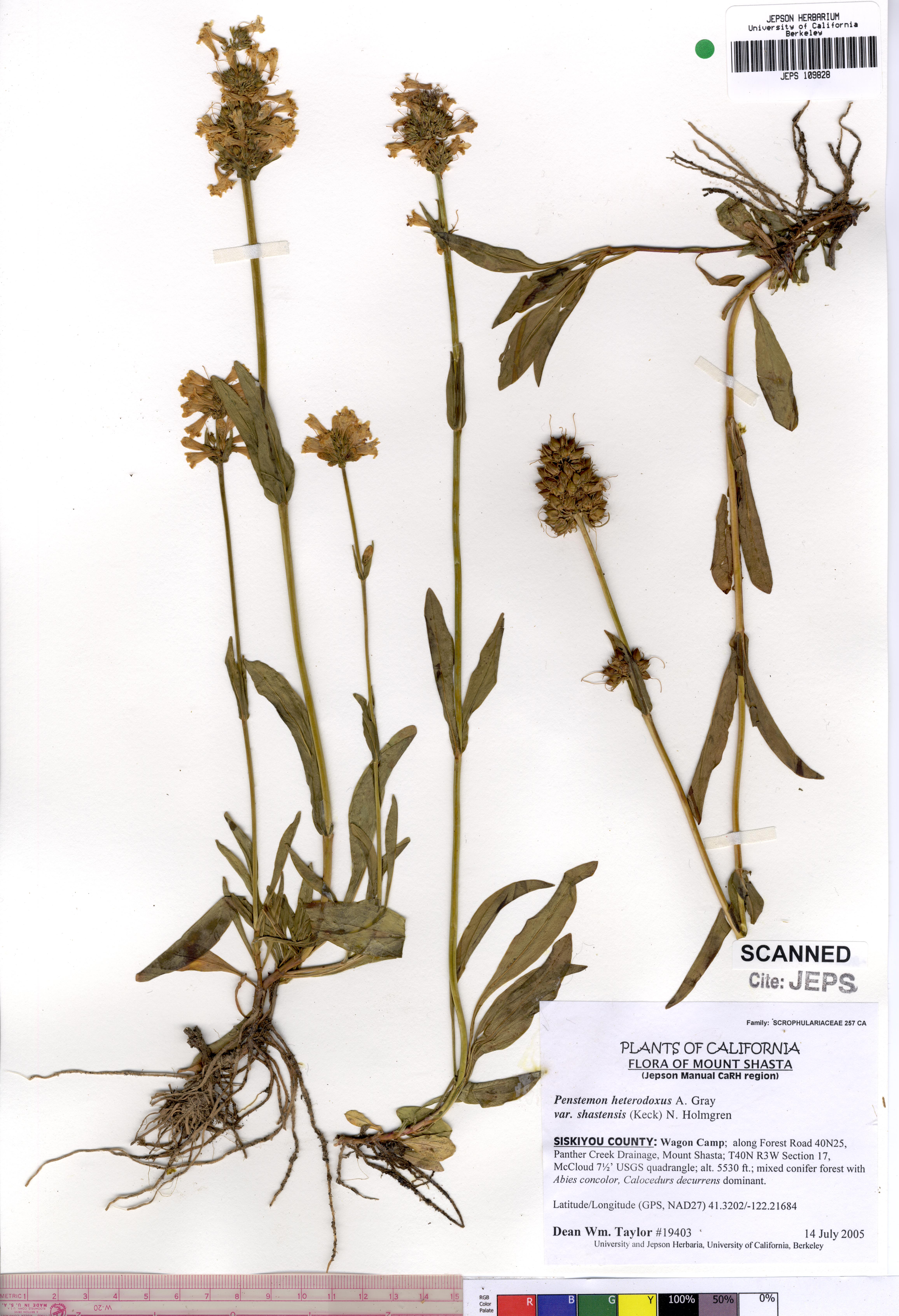
Penstemon heterodoxus var. shastensis